# Patrycja Czepiec
Patrycja Czepiec (ur. 2 stycznia 1973) – polska koszykarka grająca na pozycji skrzydłowej. Mistrzyni Europy z 1999.
16 grudnia 1994 ustanowiła rekord swojej kariery w NCAA, zdobywając 33 punkty podczas meczu z uczelnią Boise State, co okazało się wówczas 13 najlepszym wynikiem indywidualnym w historii uczelni.
Karierę rozpoczęła w krakowskiej Wiśle, by następnie doskonalić swe umiejętności w USA i grać w kilku innych klubach polskiej ligi. Na zakończenie kariery powróciła do Wisły. Reprezentantka Polski olimpijka z Sydney, dwukrotnie brała udział w mistrzostwach Europy. W drużynie narodowej wystąpiła 75 meczach.
W 1999 odznaczona Złotym Krzyżem Zasługi.
Jej matka – Wiesława Lech uprawiała gimnastykę, uczestniczyła w igrzyskach olimpijskich w Meksyku (1968).

## Osiągnięcia
Na podstawie, o ile nie zaznaczono inaczej.
NCAA
- MVP zespołu Golden Bears (1997)
- Zaliczona do:
  - II składu All-Academic Pac-10 (1997)
  - składu honorable mention konferencji Pac-10 (1997)
- Liderka zespołu Golden Bears w:
  - średniej:
    - punktów (1997 – 15,9)
    - przechwytów (1997 – 1,9)

  - skuteczności rzutów:
    - wolnych (1997 – 64,4%)
    - za 3 punkty (1995 – 37,3%, 1997 – 34,8%)

Drużynowe
- Mistrzyni Polski (2006)
- Wicemistrzyni Polski (1992, 1999, 2005)
- Brązowa medalistka mistrzostw Polski (1998, 2000)
- Finalistka pucharu Polski (2005)

Indywidualne
- Uczestniczka meczu gwiazd:
  - PLKK (2002)
  - Polska vs. gwiazdy PLKK (2001)

Reprezentacja
- Mistrzyni Europy (1999)
- Brązowa medalistka mistrzostw:
  - świata U–19 (1993)
  - Europy U–18 (1992)
- Uczestniczka:
  - igrzysk olimpijskich (2000 – 8. miejsce)
  - mistrzostw Europy:
    - 1999, 2001 – 6. miejsce
    - U–18 (1990 – 11. miejsce, 1992)